# ابيضاض (طقس)

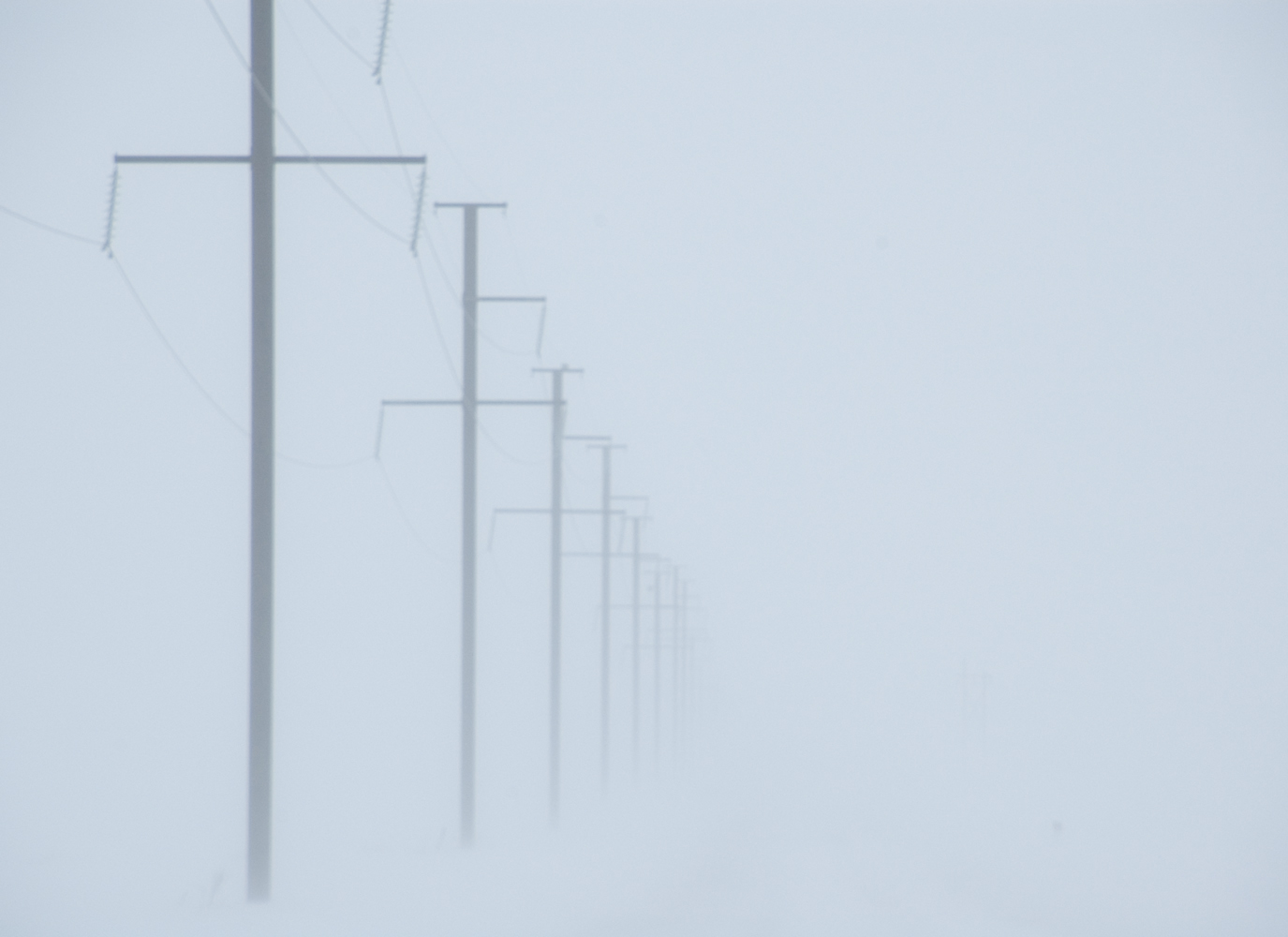
ابيضاض في ساسكاتشوان (مارس 2007)

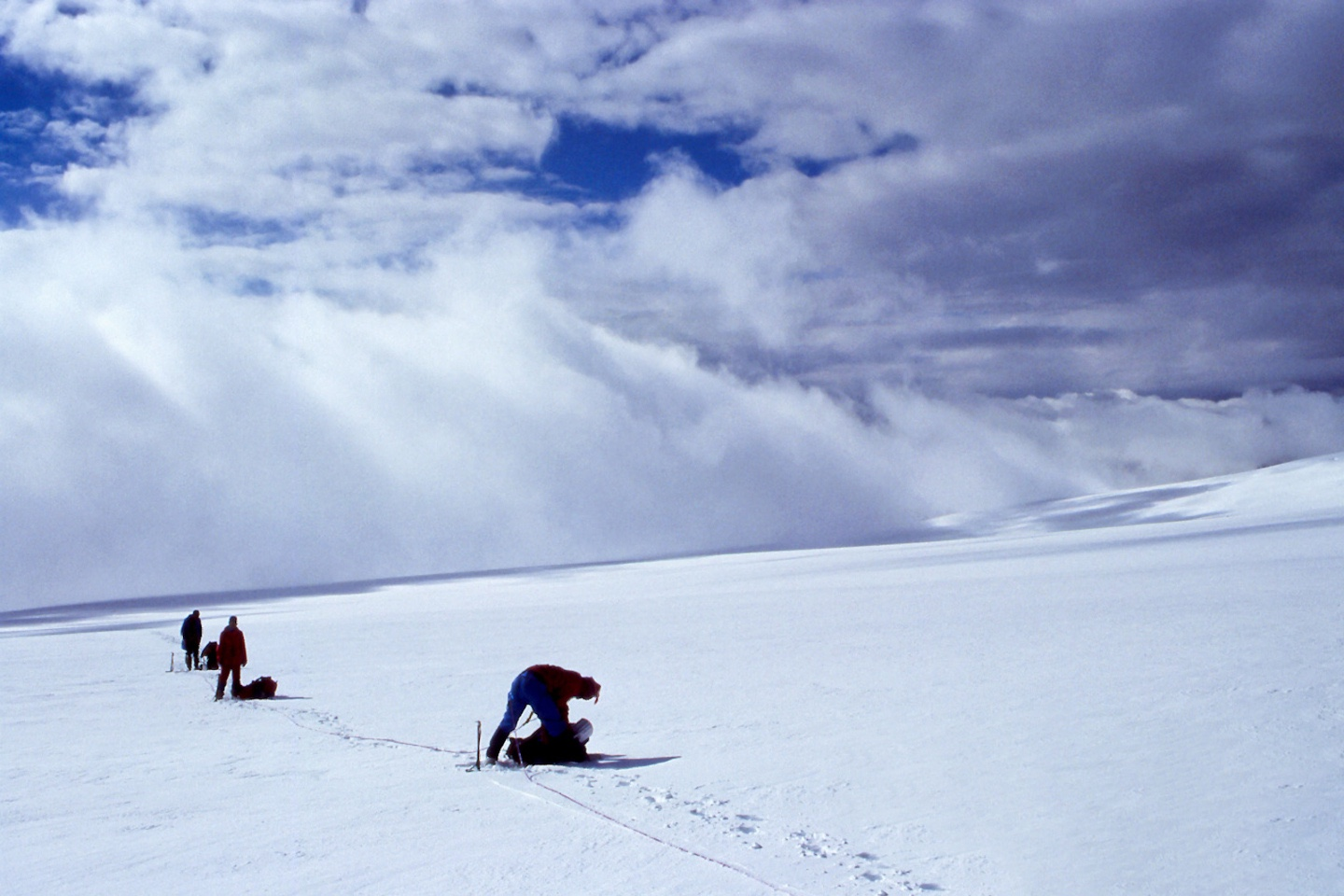
ابيضاض كبير نسبيًا وثابت في منطقة لايل الجليدية (Lyell Icecfield) الكندية استمر 4 ساعات

الابيضاض أو الابيضاض القطبي أو البياضية أو الابتياض هو حالة مناخية يتعسر فيها تمييز الأماكن المحيطة والمعالم في المنطقة المغطاة بالثلوج. وتستعمل هذه المصطلحات لوصف الحالة التي تقل الرؤية فيها وتختفي المعالم بسبب الرمال. يختفي الأفق عن الأنظار في حين تبدو السماء والمناظر الطبيعية لا شكل لها، ولا تترك أي نقاط مرجعية بصرية يمكن التنقل بها؛ وتغيب الظلال لأن الضوء يصل بنفس القدر من جميع الاتجاهات الممكنة.